# Schwarzwaldfamilie Seitz
Die Schwarzwaldfamilie Seitz ist eine Musikgruppe aus Ohlsbach im Schwarzwald in Baden-Württemberg, die sich seit 1949 in unterschiedlicher Besetzung der Volksmusik und volkstümlichen Musik widmet.

## Werdegang
Wendelin Seitz und seine Ehefrau Johanna traten 1949 erstmals im Rundfunk als Gesangsduo auf. Ihre Lieder waren bald sehr populär, sodass sie auch ihren Sohn Jürgen und ihre Tochter Gabi mit auf die Bühne holten, die "musikalische" Schwarzwaldfamilie Seitz war "geboren".
Später kamen dann auch noch die beiden jüngeren Töchter des Ehepaares Seitz, Michaela, Isabella und  Manuela, dazu und der kleine Chor wurde zu einem Markenzeichen der Volksmusik in Süddeutschland. Mit zahlreichen Plattenaufnahmen sowie Rundfunk- und Fernseheinsätzen bis in die 1980er Jahre wurde die Familie einem breiteren Publikum bekannt, bis 1989 der Vater, Wendelin Seitz, starb. Das war das vorläufige Ende der Schwarzwaldfamilie Seitz. Zwischendurch waren Gabi und Jürgen auch als Solisten bzw. als Duo in Erscheinung getreten.
Nach dem Tod des Vaters und nach ihrer Scheidung von Konstantin Bühler gründete Gabi Seitz mit ihrem späteren Ehemann Karlheinz Barbo (die Heirat war 1994) das Gabi-Seitz-Ensemble, das alsbald wieder zahlreiche Fernsehauftritte verzeichnen konnte. Im September 1999 gesellte sich schließlich Gabis jüngere Schwester Manuela zum Gabi-Seitz-Ensemble. Seither tritt die Formation wieder als "Schwarzwaldfamilie Seitz" auf und führt so die musikalische Familientradition fort. Dabei singt Gabi die erste Stimme, Manuela die zweite, und Karlheinz Bass, außerdem begleitet Karlheinz die Gruppe auf der Gitarre, am Piano oder am Keyboard. Bei Live-Konzerten übernimmt Gabi auch die Moderation und führt durch das Programm.
Das Repertoire der Schwarzwaldfamilie Seitz umfasst neben Volksliedern und volkstümlichen Weisen auch Chansons, Schlager und Musical-Melodien.

## Ehrungen
Hermann-Löns-Medaille

## Erfolgstitel
- S'Kuckucksührle
- Finkenwalzer
- Meines Großvater's Uhr
- Ich wünsch dir Zeit
- Wenn ich ein Glöcklein wär  1. Platz in der ARD Hitparade
- O Schwarzwald, o Heimat
- Glocken der Heimat –  2. Platz in der ZDF Hitparade
- Ich danke dem Himmel dafür
- Feentanz am Mummelsee
- Ba ba ba ba Badnerland
- Es war das Lied der Nachtigall
- Die kleine Kuckucksuhr
- Stunden vor dem Kamin
- Mister Moon
- An jedem Tag bist du mir nah
- Freiheit
- Heimatlos
- Heimweh nochm Badner Land
- Bleib cool
- Wir brauchen Geld
- Mein Schutzengel
- Musical  ODILIA  Musikalische Erzählung über das Leben und Wirken der heiligen ODILIA.

## Diskografie
Alben (Auswahl):
- Die Original Schwarzwaldfamilie Seitz. Mit dem Horst Wende Orchester – 1965
- Welt, wie bist Du schön – 1988
- Zauber der Heimat – 1993 (Gabi Seitz)
- Und wieder leuchtet uns ein Licht – 1995 (Gabi-Seitz-Ensemble)
- Wir lieben das Leben – 1996 (Gabi Seitz)
- Mein schönes Land – 1998 (Gabi-Seitz-Ensemble)
- In Mutters Stübele – 1998
- Sterne unserer Heimat
- Tausend Wege hat die Welt – 2002
- Baden Württemberg Hymne – 2002
- Großer Gott wir loben Dich – 2012
- Seelenpflaster  2014
- Wenn es Wunder gibt – 2015
- Klangfarben – 2015
- Die schönsten Schwarzwaldmelodien – 2016
- Feentanz am Mummelsee – 2017
- ODILIA  musikalische Erzählung über das Leben und Wirken der heiligen Odilia – 2020[3]